# 航行区域
航行区域（こうこうくいき）とは、船舶が航行する区域を指す。船舶安全法では、すべての水域を平水区域、沿海区域、近海区域、遠洋区域の4種類に区分している（第一章第三条）。具体的には同法施行規則第一章第一条第六 - 九項で規定。
船舶職員の乗組みに関する基準や船舶検査証書などでこの区分が用いられる。また海商法（商法第三編）においては、平水区域のみを航行する船舶は陸上交通機関の一種をなすものとみなされ、一般の商法が適用される（第684条）また、乗組員は船員保険の対象とならず一般労働者と同様の厚生年金や健康保険制度が適用される。
- 平水区域: 湖、川及び港内等の水域。たとえば東京湾の北部や大阪湾の大部分、伊勢湾、瀬戸内海の一部も含まれる。参考図
- 沿海区域: おおむね日本、樺太の一部、朝鮮半島の海岸から20海里以内の水域。参考図 （なお領海は最大12海里である）
- 近海区域: 東は東経175度、南は南緯11度、西は東経94度、北は北緯63度の線により囲まれた水域。マラッカ海峡からカムチャツカ半島までが含まれる。参考図
- 遠洋区域: すべての水域

また上記の4つ以外に以下の区分も法定されており、同様に用いられる。
- 沿岸区域: 沿海区域のうち海岸から5海里以内の水域と平水区域を指しており、小型船舶安全規則第一章第二条第三項が規定する限定範囲である。参考図
- 国土交通省令で定める近海区域: 近海区域のうち本邦周辺の水域を指しており、船舶設備規程第二条第二項の区域を定める告示が規定する限定範囲である[1][2]。参考図

なお航行区域ではないが、無線通信に関しては湖川を除く水域につき、船舶安全法施行規則第一章第一条第十 - 十三項で規定する下記の4区分ごとに、無線設備などの条件が定められている。海上における遭難及び安全に関する世界的な制度（GMDSS）も参照。
- A1水域: 国際VHFなど超短波により通信できる範囲（日本では規定する告示が未設定のため存在しない）
- A2水域: 中波により通信できる範囲からA1水域を除いた範囲　参考図 （海岸線から2 - 300 km程度で日本ではVHFの通信圏も含まれる）
- A3水域: インマルサットにより通信できる範囲からA1およびA2水域を除いた範囲　参考図 （短波による通信も可能）
- A4水域: A1、A2およびA3水域以外の全水域 （ほぼ極圏で通信手段は短波のみ）